# Hugo Restrepo
Hugo Restrepo (Medellín, 15 de marzo de 1950) es un productor de cine, crítico cultural y escritor colombiano,  reconocido por sus importantes contribuciones al cine colombiano, principalmente por sus películas, Adicciones, Sustracciones (2004) y Que pase el aserrador (1984), principalmente para el movimiento neorrealista.  Su obra ha dejado un impacto perdurable en el panorama intelectual y cultural moderno de la nación.

## Biografía
Nació el 15 de marzo de 1950 en Medellín. Su padre, Hugo Restrepo Sr., fue una figura conocida en la industria del transporte público y comercial del país, que ayudó a establecer a principios del siglo XX. Su madre, Fanny, era ama de casa.
Completó su educación primaria y secundaria en la Universidad Pontificia Bolivariana antes de obtener una licenciatura en Ciencias Geológicas e Ingeniería Geológica de la Universidad Nacional de Colombia en Medellín. Al pesar de su enfoque académico en la geología, alimentó una pasión por el cine, que compartía con amigos que se reunían para ver, discutir y luego crear películas juntos.
En 1992, se casó con la abogada Patricia Schild y al año siguiente la pareja dio la bienvenida a su hija. Si bien Restrepo había estado involucrado durante mucho tiempo en la escritura de cuentos y en la colaboración en los guiones de sus películas, no fue hasta Sumas y restas    que oficialmente coescribió un guion con Víctor Gaviria, consolidando su papel como productor y escritor en el cine colombiano.